# Schaesberg

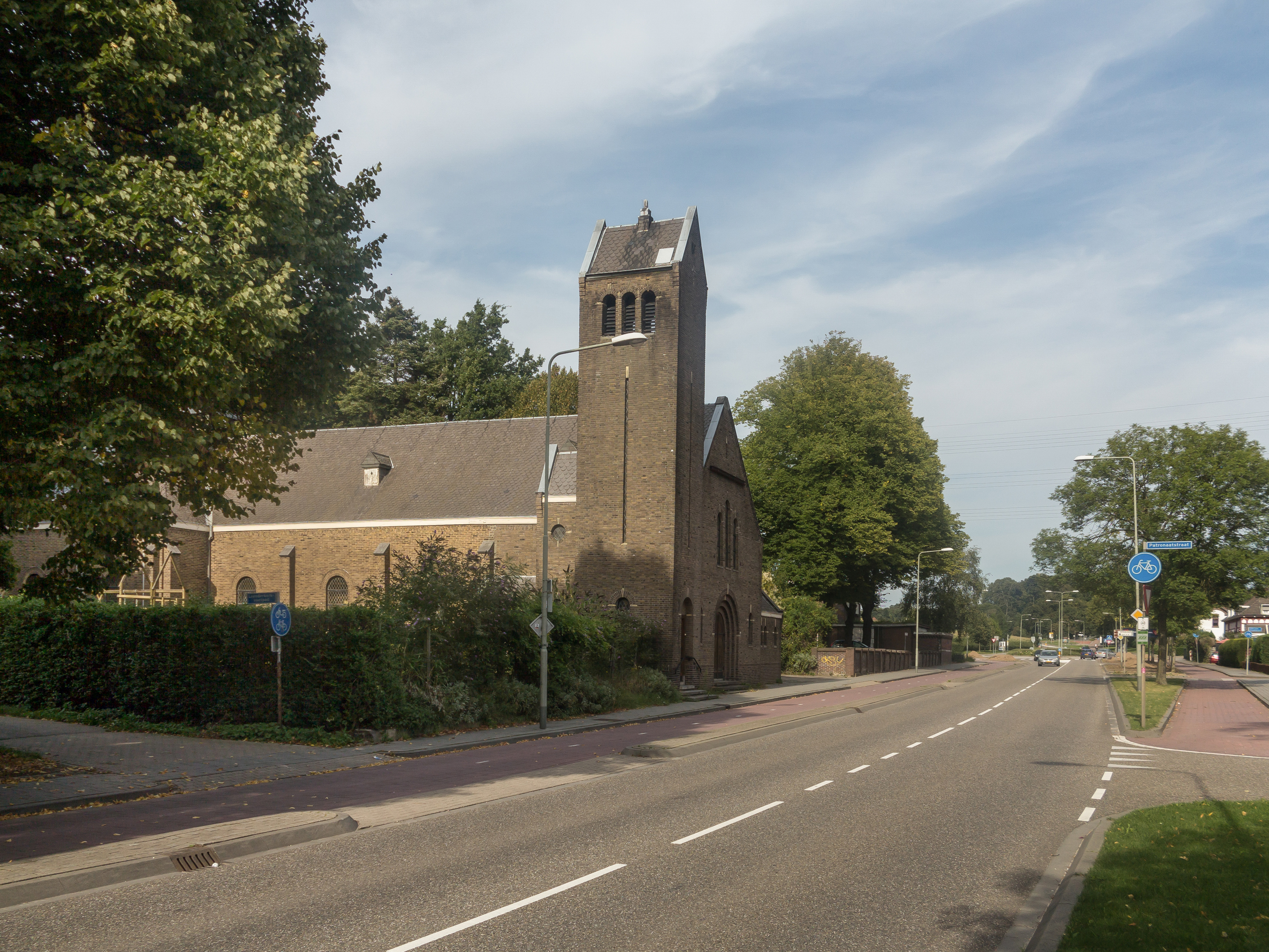
Schaesberg, Kirche: de Onze-Lieve-Vrouw van de berg Carmelkerk

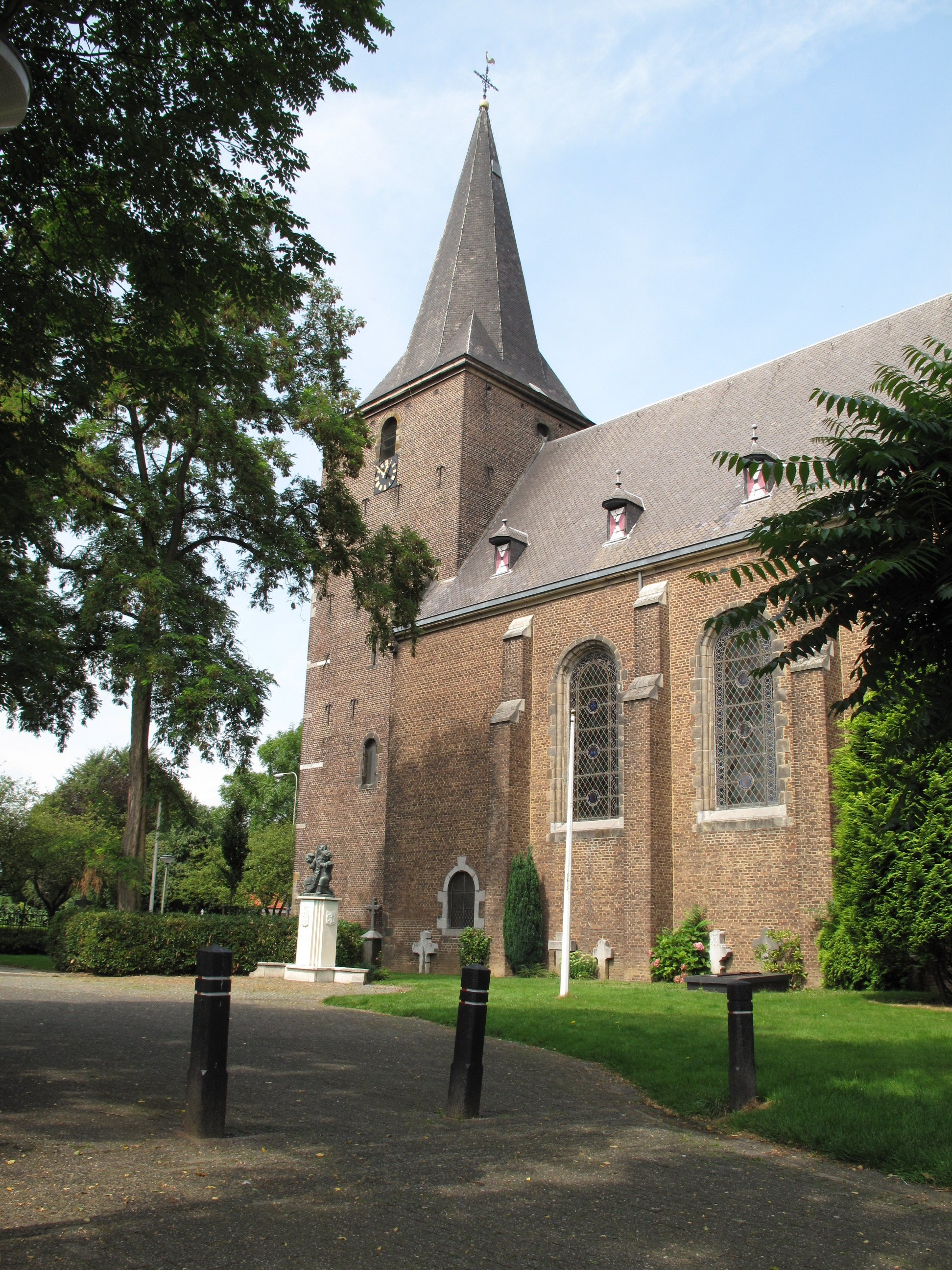
Schaesberg, Kirche: Petrus en Pauluskerk

Schaesberg ist eine ehemals selbständige Gemeinde in Niederländisch-Limburg, die seit 1982 mit Ubach over Worms und Nieuwenhagen die Gemeinde Landgraaf bildet.
Dort liegen zwei Kirchen aus dem 17. Jahrhundert und die Ruinen des Schlosses der Herren von Schaesberg, des Wasserschlosses Schaesberg im Stil der maasländischen Renaissance.
Die Herren und späteren Reichsgrafen von Schaesberg bewohnten das Schloss bis ins 18. Jahrhundert. Nach der französischen Besatzungszeit geriet das Bauwerk mehr und mehr in Verfall. 1965 brannte die Vorburg nieder.
Das Schloss wurde 1945 durch den niederländischen Staat als Feindvermögen entschädigungslos enteignet, weil die Familie der Grafen von Schaesberg seit dem Reichsdeputationshauptschluss ihren Wohnsitz in Tannheim in Deutschland hatte und dort mit Ländereien der Reichsabtei Ochsenhausen entschädigt wurde. Die Bauwerke gerieten in endgültigen Verfall. Seit 1975 werden die Ruinen konsolidiert.

## Steinkohlenbergbau
Ende des 19. Jahrhunderts erhielt Carl Honigmann eine Konzession für die Grube Oranje-Nassau II im damaligen Schaesberg. In der ersten Hälfte des 20. Jahrhunderts wurde die Region um Kerkrade, Heerlen, Hoensbroek, Brunssum, Eygelshoven und Schaesberg zum Zentrum der niederländischen Steinkohlegewinnung. Die Region wurde auch „Oostelijke Mijnstreek“ genannt (daneben gab es auch einen „Westelijke Mijnstreek“, der von den Gemeinden Beek, Schinnen, Stein und der damals selbständigen Gemeinde Geleen gebildet wurde).

## Persönlichkeiten
- Eugène Beckers (1940–2022), Radrennfahrer
- Annemarie Mol (* 1958), Anthropologin, Philosophin und Hochschullehrerin